# Sandra Maß
Sandra Maß ist eine deutsche Historikerin und Professorin für transnationale Geschichte des 19. Jahrhunderts an der Ruhr-Universität Bochum. 

## Leben
Sandra Maß studierte Geschichte und Soziologie an der Ruhr-Universität Bochum und promovierte 2004 am European University Institute in Florenz. Von 2004 bis 2011 war sie wissenschaftliche Assistentin am Arbeitsbereich Historische Politikforschung der Universität Bielefeld. Dort habilitierte sie sich im Jahr 2014. Anschließend übernahm sie eine Lehrstuhlvertretung an der Universität zu Köln und war von 2015 bis 2017 stellvertretende Direktorin des Georg-Eckert-Instituts für internationale Schulbuchforschung in Braunschweig. 2017 wurde sie auf den Lehrstuhl Transnationale Geschichte des 19. Jahrhunderts der Ruhr-Universität Bochum berufen.
Seit 2007 ist sie Mitherausgeberin der Zeitschrift L’Homme. Europäische Zeitschrift für feministische Geschichtswissenschaft. Außerdem ist sie seit 2016 Mitglied der Auswahlkommission der Heinrich-Böll-Stiftung.
Ihre Forschungsschwerpunkte umfassen die westeuropäische Geschichte des 19. und 20. Jahrhunderts, die globale Familiengeschichte, das Anthropozän, die Geschichte der Kindheit und die europäische Kolonialgeschichte.

## Publikationen (Auswahl)
- Weiße Helden, schwarze Krieger. Zur Geschichte kolonialer Männlichkeit in Deutschland 1918–1964. Böhlau, Köln 2006, ISBN 3-412-32305-5.
- Kinderstube des Kapitalismus? Monetäre Erziehung im 18. und 19. Jahrhundert. De Gruyter Oldenbourg, Berlin 2018, ISBN 978-3-11-037439-1.
- Erträumte Geschichte(n). Zur Historizität von Träumen, Visionen und Utopien. Herausgegeben mit Jens Elberfeld, Kristoffer Klammer und Benno Nietzel. Campus Verlag, Frankfurt/New York 2022, ISBN 978-3-5935-1430-7.
- Zukünftige Vergangenheiten. Geschichte schreiben im Anthropozän [Historische Geisteswissenschaften. Frankfurter Vorträge; Bd. 15], Wallstein, Göttingen 2024, ISBN 978-3-8353-5663-4.
- Geschichtswissenschaft im Anthropozän. In: APZ. Bundeszentrale für politische Bildung, 28. März 2025, abgerufen am 4. Mai 2025.